# Шауалиев, Мади Агтаевич
Мади Агтаевич Шауалиев (каз. Шауалиев Мәди Ағытайұлы; род. 26 июля 2001, Костанай) — казахстанский футболист, защитник клуба «Никарм».

## Карьера

### «ОшГУ-Алдиер»
Начинал заниматься футболом в астанинской СДЮСШОР №8, откуда затем перешёл в академию «Астаны». В 2018 году перешёл в структуру украинского «Николаева». В 2019 году присоединился к «Алтаю». В 2021 году футболист футболист перешёл в казахстанский клуб «Жас Сункар». В следующем сезоне 2022 года выступал за казахстанский клуб «SD Family». В начале 2023 года футболист перешёл в киргизский клуб «ОшГУ-Алдиер», подписав контракт до конца сезона. Дебютировал за клуб 2 апреля 2023 года в матче против клуба «Алай», выйдя на замену на 70 минуте. По итогу сезона вместе с клубом завершил чемпионат на итоговом предпоследнем месте. По окончании сезона футболист покинул киргизский клуб по окончании срока действия контракта.

### «Никарм»
В феврале 2024 года игрок отправился на просмотр в молдавский клуб «Зимбру». Однако в скором времени он покинул расположение клуба, который не захотел оплачивать сумму за регистрацию легионера. В марте 2024 года стал игроком любительского российского клуба «Армавир». В феврале 2025 года футболист присоединился к армянскому клубу «Никарм». Дебютировал за клуб 12 марта 2025 года в матче против клуба «Урарту-2», выйдя на поле в стартовом составе. Футболист сразу же смог закрепиться в основной команде клуба. По итогу сезона вместе с клубом завершил чемпионат на итоговом последнем месте.